# Brycon devillei
Brycon devillei är en fiskart som först beskrevs av Castelnau, 1855.  Brycon devillei ingår i släktet Brycon och familjen Characidae. Inga underarter finns listade.